# Shō Hayami
Pour les articles homonymes, voir Hayami.
Shō Hayami (速水 奨, Hayami Shō), né Yasushi Ōhama (大濱 靖, Ōhama Yasushi) le 2 août 1958 à Takasago, est un seiyū. Il est marié à Rei Igarashi et travaille pour Office Osawa.

## Rôles
- 07-Ghost : Ayanami
- Ai no Kusabi : Raoul Am
- Aldnoah Zero : comte Cruhteo
- Assassination Classroom : Asano Gakuho
- Ascendance of a bookworm : Ferdinand
- Baccano! : Le rédacteur en chef du Daily Days
- Basilisk : Tenzen Yakushiji
- Beyblade Metal Fusion : Ryuusei Hagane
- Black Cat : Charden Flamberg
- Bleach : Sōsuke Aizen
- Buso Renkin : Showusei Sakaguchi
- Chōjin Gakuen Gowkaiser : Shizuru Ossaki
- Chrno Crusade : Père Remington
- Densetsu no yuusha Da Garn : Da Garn
- Devil Kings : Narrateur, Akechi Mitsuhide
- Digimon Xros Wars : Wisemon
- Dragon Ball Z : Zarbon
- Dragon Ball Kai : Zarbon
- Dragon Quest : La Quête de Daï (2020) : Baran
- Dream Hunter Rem : Enkô
- Drifters : Akechi Koretô Mitsuhide
- Earthian : Taki
- Fairy Tail : Ichiya Vandalei Kotobuki
- Fate/Zero : Tokiomi Tôsaka
- Fire Emblem Heroes : Arvis
- Food Wars! : Azami Nakiri
- Fullmetal Alchemist : Frank Archer
- Fullmetal Alchemist: Brotherhood : Judau
- Futari wa Pretty Cure Splash Star: Tick-Tack Kiki Ippatsu! : Sirloin
- Future GPX Cyber Formula : Osamu Sugō / Knight Schumacher
- Gakkō No Kaidan : Da Vinci
- Ghost Hound : Masato Kaibara (alias "Le Snark")
- Ginga Eiyū Densetsu : Adelbert von Fahrenheit
- Ginga Nagareboshi Gin : Kisaragi
- Gintama : Umibōzu
- Gosick : Leviathan
- Gravion (en) & Gravion Zwei : Klein Sandman
- Hades Project Zeorymer : Ritsu
- Heavy Metal L-Gaim : Gavlet Gablae, Preita Quoize
- Hellsing Ultimate : Enrico Maxwell
- Hero Tales : Shoukaku
- Irresponsable capitaine Tylor : Makoto Yamamoto
- JoJo's Bizarre Adventure Stardust Crusaders : Vanilla Ice
- Kamen Rider Zero-One : Ark (en Kamen Rider Ark-Zero)
- L'Enfant aux trois yeux : Kido
- La Fille des enfers : Gorō Ishizu
- La Guerre des robots (The Transformers: The Movie) : Ultra Magnus
- Les Chroniques de la guerre de Lodoss : Orson
- Les Descendants des ténèbres : Kazutaka Muraki
- Machine Robo: Butchigiri Battlehackers : Narrateur
- Machine Robo: Chronos no Dai Gyakushū : Narrateur
- Macross 7 : Maximillian Jenius
- Macross Plus : Marge
- Mamono Hunter Yohko : Hideki
- Megazone 23 : Yuuichiro Shiratori
- Mirage of Blaze : Naoe Nobutsuna
- Mobile Suit Gundam : The 08th MS Team : Ginius Sahalin
- Muscleman : Terryman, Le Ninja
- Nangoku Shounen Papuwa-kun : Magic Sōsui
- Peach Girl : Ryo Okayasu
- Phantom: Requiem for the Phantom : Ray McGwire
- Please Save My Earth : Shion
- Prism Ark : Darkness Knight ; Meister
- Project A-ko : Gail
- Ranma ½ : Ushinosuke Oshamanbe
- RG veda : Yasha-ō
- Sailor Moon : Takuya Moroboshi
- Saint Beast : Lucifer
- Saint Seiya : Baian
- Saint Seiya Omega : Tokisada
- Samurai champloo : Shōryū
- Samurai deeper Kyo : Oda Nobunaga
- Samouraï Pizza Cats : Prince
- Seisenshi Dunbine : Burn Bunnings
- Serial experiments Lain : Eiri Masami
- Shakugan no Shana : Sairei no Hebi
- Shurato : Skrimmill
- SoltyRei : John Kimberley
- Tales of Arise : Vholran Igniseri
- Tales of the Abyss : Lorelei
- The Super Dimension Fortress Macross : Maximillian Jenius
- Tokyo Ghoul : Kousuke Houji
- Transformers: Galaxy Force : Vector Prime, Narrateur
- Transformers: Supergod Master Force : Sixknight
- Trigun : Nicholas D. Wolfwood
- Vatican Miracle Examiner : John Briquet
- Yakitate!! Ja-pan : Meister Kirisaki
- Yuusha Exkaiser : Exkaiser
- Zetsuai 1989 : Koji Nanjo